# Stanko Poniž
Stanko Poniž, slovenski trgovec član organizacije TIGR in partizan, * 13. november 1906, Vipava, † 16. december 1961, Vipava.

## Življenje in delo
Rodil se je v družini Jerneja in gospodinje Jožefe Poniž rojene Premrl. Kot velik rodoljub je deloval  na kulturnem in političnem področju.  V Gorici je bil povezan z Zorkom Jelinčičem in drugimi tigrovci ter od tam v zabojih za svojo trgovino z drugim blagom prejemal šolska čitanke Prvi koraki in drugo prepovedano literaturo in prepovedan ilegalen material, ki so ga potem delili po vaseh v gornji Vipavski dolini. Ko tako ni šlo več, ker je bil ta tajni kanal odkrit, so oglarji iz Gorice organizirali nov kanal. V vrečah za oglje so tovorili knjige v Vipavo, ko so z vozovi hodili na Nanosa po oglje. Poniž je bil leta 1926 med pobudniki ter s pesnikom Dragom Bajcem, uradnikom Ivom Možetom iz Vipave, Zvonimirjem Lasičem z Goč, Francem Žgurom iz Podrage in soustanovitelj nogometnega kluba Nanos. NK Nanos je gostoval v več krajih goriške pokrajine ter v Trstu in Postojni ter bil trn v peti vipavskim fašistom, ki so od poveljnika garnizije v Vipavi zahtevali, da nogometašem prepove uporabo garnizijskega igrišča, kar pa je ta zavrnil. 
Poniž je bil z Bajcem in Možetom član zelo aktivne celice TIGR v, ki je v Vipavi, Podnanosu , Podragi, Ložah, Mančah, Slapu in drugih vaseh vodila protifašistično dejavnost in jim dostavljala literaturo in drug material. Poniž je prepovedan material dobival od oboroženih trojk iz Gorice in trojke Tone Černač, Josip Kukec in Danilo Zelen, ki je prihajala iz Jugoslavije. Pri tem delu mu je bil v veliko pomoč tudi Miro Princes. Oborožene trojke sta oskrbovala z vsem potrebnim, predvsem pa s hrano, ki so jo Poniž, Princes in drugi tigrovci nosili iz Vipave v skrivališča tja kjer so se pač skrivali. Poniž je bil med prvimi v Vipavi, ki so že septembra 1941 pričeli sodelovati z Osvobodilno fronto, ter dal decembra izjavo, da je vsa gornje Vipavska dolina organizirana v narodnoosvobodilni borbi. Za partizane je zbiral denar, živila in drug material. Na njegovo pobudo so trgovine po vaseh s katerimi je bil v gospodarskih odnosih pav tako oddajale znatne količine živil.
Poniža je fašistična policija prvič aretirala junija 1930 in ga po treh mesecih preiskovalnega zapora zaradi pomanjkanja dokazov izpustila. Tudi v času narodnoosvobodilne borbe je bil večkrat  aretira ter prav tako zaradi pomanjkanja dokazov izpuščen. Spomladi 1943 pa je bil aretiran skupaj z ženo Božo, ki je bila prav tako sodelavka TIGR-a in OF. Oba sta bila zaprta v tržaških zaporih in po daljšem mučenju, posebno je trpela žena, kateri so obraz polivali z amonijakom, obsojena na internacijo. Njega so internirali na Sicilijo, njo pa v Frosinone. Žena se je po italijanski kapitulaciji vrnila domov in skrbela za otroka, ki sta bila v času njune internacije pri sorodnikih, on pa se je v Gravini pridružil 3. prekomorski brigadi, prišel z njo na Vis ter nato nadaljeval boj pri partizanih na Dolenjskem. Po vojni se je vrnil domov v Vipavo zelo slabega zdravja. Umrl je zadet od kapi.